# Céligny
Céligny és un municipi suís del cantó de Ginebra, està a la riba del Llac Léman i completament envoltat de territori del cantó de Vaud.

## Geografia
Céligny té una superfície, a partir del 2009, de 4,65 quilòmetres quadrats. D'aquesta àrea, 3,03 km² o el 65,2% s'utilitza amb finalitats agrícoles, mentre que 0,91 km² o el 19,6% són boscos. De la resta de la terra, 0,75 km² o 16,1% estan poblats (edificis o carreteres) i 0,01 km² o 0,2% són terres improductives.
De la superfície construïda, l'habitatge i els edificis representaven l'11,0% i les infraestructures de transport el 4,9%. Dels terrenys boscosos, el 15,1% de la superfície total del sòl està molt boscós i el 4,5% està cobert d'horts o petits grups d'arbres. De les terres agrícoles, el 51,8% s'utilitza per al cultiu i l'11,0% són pastures, mentre que el 2,4% s'utilitza per a horts o conreus de vinya.
El municipi consta de dos territoris desconnectats del cantó de Ginebra. El més petit conté els assentaments de La Grande Coudre i La Petite Coudre i està totalment envoltat pel Cantó de Vaud; és per tant un enclavament. El més gran està format pel poble de Céligny en un turó sobre el llac Léman juntament amb la petita vall de Le Brassus; sent adjacent a una part del llac Léman pertanyent al cantó de Ginebra però no al municipi de Celigny, per tant, per si mateix no és ni un enclavament. Tanmateix, juntament amb aquesta part adjacent del llac, sí que constitueix un enclavament del Cantó (però encara no un enclavament).
El municipi de Céligny està format pels subseccions o pobles de Les Bondex, Murat, Céligny - lac, Céligny - poble i Les Coudres.